# Danny Rose (cầu thủ bóng đá, sinh năm 1990)
Daniel Lee Rose (sinh ngày 2 tháng 7 năm 1990) là một cầu thủ bóng đá chuyên nghiệp người Anh hiện tại đang thi đấu ở vị trí hậu vệ cánh trái cho câu lạc bộ Watford tại EFL Championship và Đội tuyển bóng đá quốc gia Anh.
Rose bắt đầu sự nghiệp chuyên nghiệp của mình tại Leeds United năm 2006, thăng tiến qua các cấp độ trẻ của câu lạc bộ, nhưng anh ấy đã rời đến câu lạc bộ Tottenham Hotspur vào tháng 7 năm 2007 trước khi có bất kì lần ra sân nào. Bởi vì không thể chen chân vào đội hình chính thức, anh gia nhập Watford vào tháng 3 năm 2009 dưới dạng cho mượn với 7 lần ra sân, và sau đấy tiếp tục gia nhập Peterborough United vào tháng 9 năm 2009. Sau 6 lần ra sân cho Peterborough, anh đã trở lại Tottenham và ra mắt câu lạc bộ lần thứ hai. Mặc dù vẫn chưa thể tự khẳng định là cầu thủ chuyên nghiệp, anh gia nhập Bristol City vào tháng 9 năm 2010 và đã có 17 lần ra sân. Mặc dù Rose đã chơi nhiều trận hơn cho đội Tottenham trong mùa giải 2011-2012, với 20 lần ra sân trên mọi đấu trường nhưng anh đã dành mùa sau cho Sunderland mượn, nơi anh đã có 29 lần ra sân. Vào ngày 1/1/2021, Danny Rose gia nhập Watford từ Tottenham theo dạng chuyển nhượng tự do.
Rose chơi cho một đội tuyển quốc gia U17 Anh và U19 trước khi ra mắt đội tuyển quốc gia U21 vào năm 2009. Kể từ đó, anh đã giành được một vị trí trong đội hình, có 29 lần ra sân. Anh đã giành vị trí cầu thủ xuất sắc nhất trận lần đầu tiên trong chiến thắng 3-2 trước Đội tuyển bóng đá quốc gia Đức vào năm 2016.

## Sự nghiệp câu lạc bộ

### Leeds United
Rose trưởng thành từ lò đào tạo trẻ của Leeds United F.C. Anh lần đầu tiên có tên trong danh sách thi đấu trong trận đấu với Barnet F.C. tại League Cup nhưng không được ra sân. Từ đó Rose cũng không thi đấu bất cứ trận nào cho Leeds United nữa. Mùa giải đó Leeds bị xuống hạng từ EFL Championship xuống EFL League One. Ngay sau đó Rose được bán cho Tottenham.
Tottenham
Vào ngày 25 tháng 7 năm 2007, Rose được Tottenham mang về với phí chuyển nhượng chỉ vỏn vẹn 1 triệu bảng anh. Sau đó Rose được Tottenham đem đi cho mượn tại một vài câu lạc bộ nhỏ. Rose được gọi về vào đầu năm 2010 và chơi trận chuyên nghiệp đầu tiên cho Spurs ở FA Cup với CLB cũ Leeds United. Rose có lần đầu tiên ra sân tại Giải bóng đá Ngoại hạng Anh là trong trận gặp câu lạc bộ Arsenal F.C.Trong trận đấu này Rose có bàn thắng đầu tiên giúp câu lạc bộ thắng với tỉ số 2-1. Bàn thắng tuyệt đẹp này của Rose cũng giành được danh hiệu bàn thắng của tháng với các phiếu bầu do Sky Sports và trang web của Tottenham bình chọn.Sau đó Rose liên tục được Tottenham cho mượn tại nhiều câu lạc bộ lớn nhỏ. Đến năm 2021, Rose bị Tottenham chấm dứt hợp đồng sau gần 14 năm gắn bó.
Watford
Vào ngày 16 tháng 6 năm 2021, Watford thông báo đã kí hợp đồng với Rose theo dạng chuyển nhượng tự do có thời hạn 2 năm.

## Thống kê sự nghiệp

### Câu lạc bộ
Tính đến ngày 1 tháng 10 năm 2019
| Câu lạc bộ                 | Mùa giải            | Premier League      | Premier League | Premier League | FA Cup | FA Cup | League Cup | League Cup | Châu Âu | Châu Âu | Tổng cộng | Tổng cộng | Tổng cộng |
| Câu lạc bộ                 | Mùa giải            | Hạng                | Trận           | Bàn            | Trận   | Bàn    | Trận       | Bàn        | Trận    | Bàn     | Trận      | Bàn       |           |
| -------------------------- | ------------------- | ------------------- | -------------- | -------------- | ------ | ------ | ---------- | ---------- | ------- | ------- | --------- | --------- | --------- |
| Leeds United               | 2006–07             | Championship        | 0              | 0              | 0      | 0      | 0          | 0          | —       | —       | 0         | 0         |           |
| Tottenham Hotspur          | 2007–08             | Premier League      | 0              | 0              | 0      | 0      | 0          | 0          | 0       | 0       | 0         | 0         |           |
| Tottenham Hotspur          | 2008–09             | Premier League      | 0              | 0              | 0      | 0      | 0          | 0          | 0       | 0       | 0         | 0         |           |
| Tottenham Hotspur          | 2009–10             | Premier League      | 1              | 1              | 3      | 0      | 1          | 0          | —       | —       | 5         | 1         |           |
| Tottenham Hotspur          | 2010–11             | Premier League      | 4              | 0              | 0      | 0      | 0          | 0          | 0       | 0       | 4         | 0         |           |
| Tottenham Hotspur          | 2011–12             | Premier League      | 11             | 0              | 5      | 0      | 0          | 0          | 4       | 0       | 20        | 0         |           |
| Tottenham Hotspur          | 2013–14             | Premier League      | 22             | 1              | 1      | 0      | 1          | 0          | 6       | 1       | 30        | 2         |           |
| Tottenham Hotspur          | 2014–15             | Premier League      | 28             | 3              | 2      | 1      | 3          | 0          | 1       | 0       | 34        | 4         |           |
| Tottenham Hotspur          | 2015–16             | Premier League      | 24             | 1              | 2      | 0      | 1          | 0          | 3       | 0       | 30        | 1         |           |
| Tottenham Hotspur          | 2016–17             | Premier League      | 18             | 2              | 0      | 0      | 0          | 0          | 3       | 0       | 21        | 2         |           |
| Tottenham Hotspur          | 2017–18             | Premier League      | 10             | 0              | 3      | 0      | 1          | 0          | 3       | 0       | 17        | 0         |           |
| Tottenham Hotspur          | 2018–19             | Premier League      | 26             | 0              | 0      | 0      | 3          | 0          | 7       | 0       | 36        | 0         |           |
| Tottenham Hotspur          | 2019–20             | Premier League      | 7              | 0              | 0      | 0      | 0          | 0          | 1       | 0       | 8         | 0         |           |
| Tottenham Hotspur          | Tổng cộng           | Tổng cộng           | 151            | 8              | 16     | 1      | 10         | 0          | 29      | 1       | 206       | 10        |           |
| Watford (mượn)             | 2008–09             | Championship        | 7              | 0              | —      | —      | —          | —          | —       | —       | 7         | 0         |           |
| Peterborough United (mượn) | 2009–10             | Championship        | 6              | 0              | —      | —      | —          | —          | —       | —       | 6         | 0         |           |
| Bristol City (mượn)        | 2010–11             | Championship        | 17             | 0              | —      | —      | —          | —          | —       | —       | 17        | 0         |           |
| Sunderland (mượn)          | 2012–13             | Premier League      | 27             | 1              | 1      | 0      | 1          | 0          | —       | —       | 29        | 1         |           |
| Tổng cộng sự nghiệp        | Tổng cộng sự nghiệp | Tổng cộng sự nghiệp | 208            | 9              | 17     | 1      | 11         | 0          | 29      | 1       | 265       | 11        |           |

### Quốc tế
Tính đến ngày 11 tháng 10 năm 2019
| Đội tuyển | Năm       | Trận | Bàn |
| --------- | --------- | ---- | --- |
| Anh       | 2016      | 12   | 0   |
| Anh       | 2017      | 2    | 0   |
| Anh       | 2018      | 11   | 0   |
| Anh       | 2019      | 4    | 0   |
| Tổng cộng | Tổng cộng | 29   | 0   |